# أوراس سلطان ناجي محمد ناجي
اوراس سلطان ناجي محمد ناجي (1962 – 2015 م) برلمانية يمنية، وعضوة في مجلس النواب، عن الدورة البرلمانية 2003-2009 والكتلة البرلمانية لنواب حزب المؤتمر الشعبي العام عن الدائرة الانتخابية رقم (22) بمحافظة عدن.

## فترة المجلس
باتفاق عرف باسم «إتفاق فبراير» تمددت فترة المجلس لمدة عامين، وبقيام ثورة الشباب اليمنية لم تُجرَ الانتخابات، وبحسب إتفاق المبادرة الخليجية تمددت لمدة عامين آخرين حتى 2013 .